# Eishockey in Tschechien

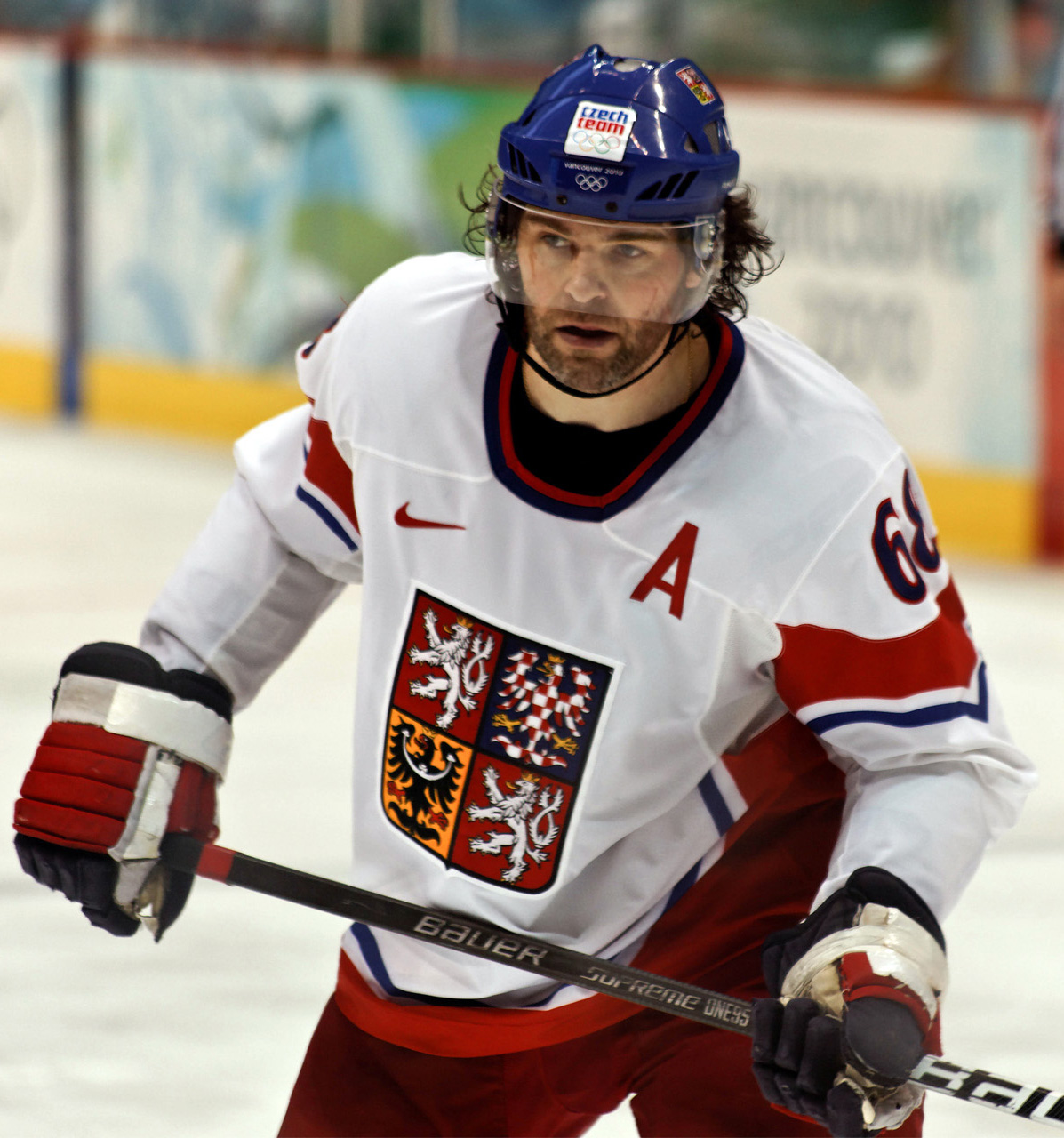
Jaromír Jágr bei den Olympischen Spielen 2010

Eishockey ist in Tschechien eine der beliebtesten Sportarten und sogar populärer als Fußball. Über 109.000 Spieler, bei einer Gesamtbevölkerung von rund 10,6 Mio. Menschen, üben diese Sportart aus. Auf Grund dessen existiert im Land eine vergleichsweise hohe Eishallendichte und eine sehr gute Nachwuchsarbeit. Daraus wiederum resultieren große Erfolge der tschechischen Eishockeynationalmannschaft.

## Geschichte
Zum 1. Januar 1993 löste sich die Tschechoslowakische Föderation auf und es entstanden die beiden souveränen Staaten Tschechien und Slowakei. Die IIHF entschied, dass die tschechische Eishockeynationalmannschaft sportlicher Rechtsnachfolger der tschechoslowakischen Eishockeynationalmannschaft wurde. Den Ausschlag hierfür gab, dass der Nationalmannschaft bis 1992 eine geringere Anzahl slowakischer Spieler angehörten: Über eine Quote wurde geregelt, dass stets mehr Tschechen als Slowaken im Nationalkader waren.
Die neugegründete tschechische Eishockeynationalmannschaft konnte damit in der A-Gruppe an der am 18. April 1993 beginnenden Eishockey-Weltmeisterschaft 1993 teilnehmen, während die Slowakei in die sogenannte C-Gruppe absteigen musste. Eine Besonderheit gab es bei der über den Jahreswechsel 1992/93 stattfindenden U20-Weltmeisterschaft, an der die tschechoslowakische Juniorennationalmannschaft teilnahm. Sie spielte das Turnier als Mannschaft der Tschechischen und der Slowakischen Republik zu Ende und belegte den dritten Platz.

## Turniere und Meisterschaften
- Meisterschaften
  - allgemein Tschechischer Meister
  - detailliert siehe Ligasystem
- internationale Turniere
  - Czech Hockey Games (im Rahmen der Euro Hockey Tour)
- Eishockey-Weltmeisterschaften der Herren in Tschechien
  - 2004 und 2015 in Prag und Ostrava

## Ligasystem (Herren)
Die „Ligen-Pyramide“ stellt den Aufbau des tschechischen Eishockey-Ligensystems schematisch dar.
| Level 1 | Extraliga                                         | Extraliga                                         | Extraliga                                         | Extraliga                                         | Extraliga                                         | Extraliga                                         | Extraliga                                         | Extraliga                                         | Extraliga                                         |
|         | Relegationsspiele zwischen 1. liga und Extraliga  |                                                   |                                                   |                                                   |                                                   |                                                   |                                                   |                                                   |                                                   |
| Level 2 | 1. liga                                           | 1. liga                                           | 1. liga                                           | 1. liga                                           | 1. liga                                           | 1. liga                                           | 1. liga                                           | 1. liga                                           | 1. liga                                           |
|         | ein möglicher Aufsteiger, zwei mögliche Absteiger |                                                   |                                                   |                                                   |                                                   |                                                   |                                                   |                                                   |                                                   |
| Level 3 | 2.liga západ                                      | 2.liga západ                                      | 2.liga západ                                      | 2.liga střed                                      | 2.liga střed                                      | 2.liga střed                                      | 2.liga východ                                     | 2.liga východ                                     | 2.liga východ                                     |
|         | ein möglicher Aufsteiger, ein möglicher Absteiger | ein möglicher Aufsteiger, ein möglicher Absteiger | ein möglicher Aufsteiger, ein möglicher Absteiger | ein möglicher Aufsteiger, ein möglicher Absteiger | ein möglicher Aufsteiger, ein möglicher Absteiger | ein möglicher Aufsteiger, ein möglicher Absteiger | ein möglicher Aufsteiger, ein möglicher Absteiger | ein möglicher Aufsteiger, ein möglicher Absteiger | ein möglicher Aufsteiger, ein möglicher Absteiger |

- Die Extraliga ist die höchste Spielklasse im tschechischen Eishockeysystem. 14 Profimannschaften spielen um die tschechische Meisterschaft. In 52 Begegnungen spielen alle Teams jeweils viermal gegeneinander, jedes Team hat in der gesamten Saison 26 Heim- und 26 Auswärtsspiele. Play-off: Die Mannschaften auf den Plätzen 1. – 6. qualifizieren sich direkt für das Play-off, das im Best-Of-Seven-Modus ausgetragen wird. Die Mannschaften auf den Plätzen 7 – 10 spielen im Best-Of-Five Modus die beiden weiteren Teilnehmer des Play-off-Viertelfinales aus. Die restlichen Mannschaften ermitteln in den Play-outs den Teilnehmer an der Relegation zur 1. liga. 1
- Die nächstniedrigere Spielklasse ist die 1.liga. Auch in der zweiten Liga in Tschechien spielen 14 (seit 2007: 16) Mannschaften in vier Runden gegeneinander, jedes Team hat also nach der ersten Phase 52 Spiele. Play-off: Die Mannschaften auf den Plätzen 1. – 8. qualifizieren sich für das Play-off, das im Best-Of-Five-Modus ausgetragen wird. Der Meister der zweiten Spielklasse nimmt an der Aufstiegsrelegation gegen den Verlierer der Extraliga-Pla-outs teil. 2 Relegation: Der Tabellendreizehnte und Vierzehnte müssen in die Relegation. In dieser spielen auch die beiden Bestplatzierten der 2.liga Gruppe West und Mitte und der Sieger der 2. Liga Gruppe Ost in einer Hin- und Rückrunde um die Teilnahme an der 1. Liga in der darauffolgenden Saison. Die beiden erstplatzierten spielen in der 1.liga, alle anderen Mannschaften in der 2.liga.
- Unterhalb der 1.liga befindet sich die 2.liga. Sie ist eingeteilt in drei Gruppen (West, Mitte, Ost) à 12 Mannschaften, umfasst also insgesamt 36 Teams. In einer ersten Phase spielen die Mannschaften einer Runde eine Doppelrunde, jedes Teams hat 22 Spiele. In der zweiten Phase spielen die Mannschaften auf den geraden Plätzen gegen Mannschaften auf ungeraden Plätzen eine Doppelrunde. Mannschaften, die nach dieser Phase auf den Rängen 9. – 12. landen spielen in einer Hin- und Rückrunde gegen den Abstieg. Play-off: Die Mannschaften auf den Plätzen 1. – 8. qualifizieren sich für das Play-off, das im Best-Of-Five-Modus ausgetragen wird. Relegation: Die Tabellenletzten jeder Gruppe spielen in einer Relegation um den Verbleib in der 2.liga.
- Unterhalb der 2.liga werden Wettbewerbe der einzelnen Kreisverbände durchgeführt, dabei haben nicht alle Kreisverbände einen eigenen Wettbewerb, beispielsweise spielen Vereine aus den Kreisverbänden Südmähren und Zlin in einer Liga. Die Verbände sind im Einzelnen: Prag, Mittelböhmen, Südböhmen, Pilsen, Ústí nad Labem, Hradec Králové, Südmähren, Mährisch-Schlesien, Karlsbad, Liberec, Pardubice, Vysočina, Olomouc, Zlin

## Nationalmannschaften
Trainer, Spieler und Platzierungen der Tschechischen Nationalmannschaften siehe unter tschechische Eishockeynationalmannschaft

## Regelbesonderheiten
Für die Saison 2005/06 hat die höchste Spielklasse der Herren in Tschechien, die Extraliga, einige Abweichungen zu den internationalen Eishockeyregeln beschlossen. So wird der Zwei-Linien-Pass, der international 1998 abgeschafft wurde, wieder eingeführt. Außerdem wird, trotz der höheren Verletzungsgefahr, das so genannte Touch-Icing wieder eingeführt. Dieses war in der damals noch tschechoslowakischen Extraliga 1990 nach dem Tod Luděk Čajka abgeschafft worden.
Seit der Saison 2007/08 wird bei den Spielerstatistiken nur noch ein Vorlagengeber gewertet, wodurch die Bedeutung des entscheidenden Passes hervorgehoben werden soll.